# Juhar Perangin-Angin
Juhar Perangin-Angin is een bestuurslaag in het regentschap Karo van de provincie Noord-Sumatra, Indonesië. Juhar Perangin-Angin telt 1231 inwoners (volkstelling 2010).